# Сирнычки
Сирнычки (укр. Сірнички) — село в Затурцевской сельской общине Владимирского района Волынской области Украины.
До 2020 года входило в Локачинский район.
Код КОАТУУ — 0722482803. Население по переписи 2001 года составляет 103 человека. Почтовый индекс — 45521. Телефонный код — 3374. Занимает площадь 0,76 км².